# The Seekers
The Seekers je bio australski folk sastav koji je imao veliki utjecaj na razvoj pop glazbe 1960-ih. Sastav je osnovan u Melbournu, Australija 1962. Bili su prva Australska glazbena grupa koja je imala popularnost i uspješnice u Britaniji i Sjedinjenim Američkim Državama.
Najpoznatija (i najpopularnija) postava grupe bila je:
- Judith Durham: solo pjevačica, def
- Athol Guy: kontrabas, vokal
- Keith Potger: gitara s 12 žica, bendžo, vokal
- Bruce Woodley: gitara, mandolina, bendžo, vokal

Vrhunac njihove popularnosti bile su 1960.-te, tada su imali devet velikih uspješnica U Britaniji i Australiji; I'll Never Find Another You, A World of Our Own, The Carnival Is Over, Someday One Day, Walk With Me, Morningtown Ride, Georgy Girl (ova je bila i naslovna skladba istoimenog filma Georgy Girl), When Will the Good Apples Fall i Emerald City.
Pjesma I Am Australian (skladatelji; Bruce Woodley i Dobe Newton), koju su izveli The Seekers, s pjevačima; Judith Durham, Russell Hitchcock i Mandawuy Yunupingu, danas je toliko popularna da je neslužbena Australska himna.

## Povijest sastava
The Seekerse osnovali su melburnški srednjoškolci; kontrabasist Athol Guy, i gitaristi Keith Potger i Bruce Woodley. Prvi solo pjevač bio im je Ken Ray, koji je uskoro zbog ženidbe napustio grupu. Na njegovo mjesto došla je Judith Durham, pjevačica koja se već okušala u jazzu i imala veza u glazbenoj industriji (W&G Records). Ova postava vodila je sastav uspjehu.

### Otkriće sastava i uspjeh u Britaniji
Nakon objavljivanja svog prvog albuma u Australiji, Introducing The Seekers, 1963. g. dobili su ponudu da nastupaju na linijskom brodu za Britaniju, i da se istim brodom vrate natrag u Australiju ( 10 tjedana). No po dolasku u Britaniju 1964., dobili su ponude za nastupe i tako su jednostavno ostali u Engleskoj. Uskoro su se upoznali s pjevačicom Dusty Springfield, i njezinim bratom, skladateljem i glazbenim producentom Tom Springfielda, koji je već radio s folk-sastavima( poput The Springfields). On je skladao pjesmu I'll Never Find Another You, koja je uskoro postala veliki hit 1965.,  #1 u Britaniji i Australiji, i #4 u Sjedinjenim Američkim Državama.
Osobit soprano pjevačice Judith Durham, slatkaste harmonije, lako pamtive melodije, i simpatični image, osigurao im je brojnu publiku.

### 1960-te lista uspješnica
Ploča I'll Never Find Another You prodana je u 1.75 milijuna kopija, i napravila od sastava The Seekers prvu Australsku uspješnu pop grupu, koja je imala top 5 hita u Australiji, Britaniji, i Sjedinjenim Američkim Državama.
Nastavili su s uspjesima snimivši skladbe Tom Springfielda; A World of Our Own (#1 u Britaniji 1965.) i The Carnival Is Over( #1 u Britaniji 1965.)
1966., snimili su skladbu Paul Simona Someday One Day, koja je postala #4 u Australiji i #11 u UK. 
Skladba Malvine Reynolds: Morningtown Ride bila je Seekersov šesti veliki hit, popevši se na #1 u Britaniji 1966. 
Njihov najveći američki hit bila je pjesma Georgy Girl ( #1 u SAD i #3 u Britaniji, 1967.), za koju su dobili zlatnu ploču, za 1 milijun prodanih ploča u Sjedinjenim Američkim Državama.

### Trijumfalni povratak u Australiju
U ožujku 1967., The Seekers vratili su se u Australiju, i napravili veliku turneju po zemlji.(u Melbournu ih je gledalo 200 000 ljudi). 
1968.,  sastav se raspao kada je solo pjevačica Judith Durham, rekla da napušta grupu radi solo karijere.

### The Seekers 1990. – 2000.
The Seekers nanovo su se okupilli 1992., u svojoj klasičnoj postavi; Durham, Guy, Potger i Woodley. 
Razlog je bila njihova 25-godišnjica, to je bilo toliko uspješno da su ostali narednih 11 godina zajedno, koncentrirajući i snimajući albume( Future Road,  Morningtown Ride to Christmas).
Ponovo su se okupili za nastup na zatvaranju Paraolimpijskih igri u Sydneyu, 29. listopada 2000., izvevši svoj The Carnival Is Over. 

## Diskografija

### Albumi
- Introducing The Seekers (1963)
- The Seekers (1964)
- Hide & Seekers (1965)
- A World Of Our Own (1965)
- Come The Day (1966)
- Seekers Seen In Green (1967)
- The Seekers Live At The Talk Of The Town (1968)
- The Seekers' Greatest Hits' (1968)
- The Seekers (s Louise Wisseling) (1975)
- Giving and Taking (s Louise Wisseling) (1976)
- Live On (s Julie Anthony) (1989)
- Future Road (1997)
- Morningtown Ride to Christmas (2001)
- Night of Nights... Live! (2002)

## Vanjske poveznice
- The Seekers  Arhivirana inačica izvorne stranice od 18. prosinca 2008. (Wayback Machine)
- Diskografija sastava The Seekers